# Рейнская переходная область
Рейнская переходная область (в немецкой диалектологии — Рейнский веер, Rheinischer Fächer) — это западносредненемецкая языковая переходная область, простирающаяся от нижнефранкских диалектов на севере через рипуарские и мозельско-франкские к рейнско-франкским на юге. Область включает города Юрдинген, Дюссельдорф-Бенрат, Кёльн, Бонн, Бад-Хоннеф, Линц-на-Рейне, Бад-Хённинген, Кобленц и Санкт-Гоар, регион Нижний Рейн, Кёльнскую бухту, Айфель, Вестервальд, Хунсрюк.
В данной области процесс второго передвижения согласных проходил лишь частично. По большей части диалекты области относятся к средненемецкой зоне, однако чем дальше на север расположены диалекты, тем больше они похожи на нижненемецкий (нижнефранкский) язык. Область включает все самые крупные изоглоссы немецкого языка, в том числе линию Бенрата, Юрдингена, Санкт-Гоара и Шпайера.

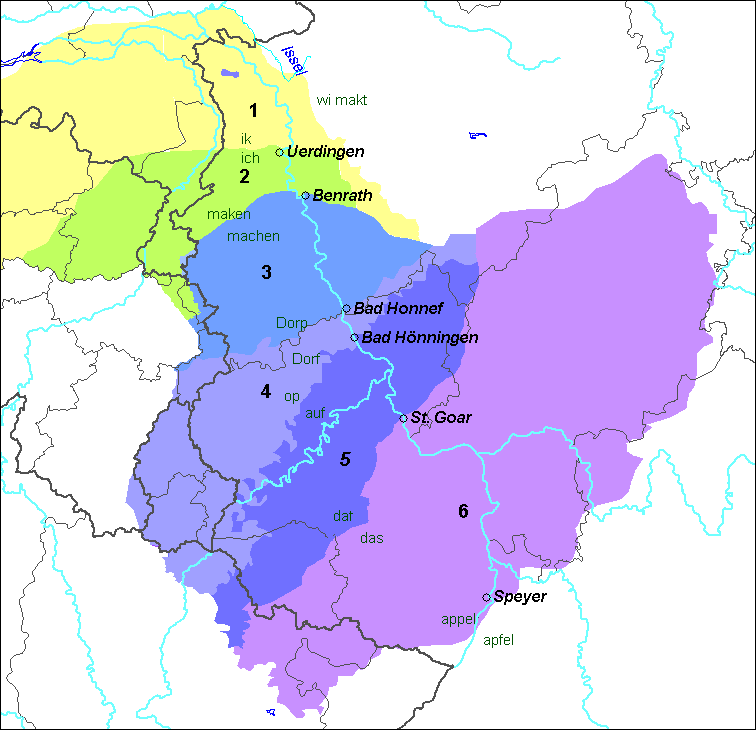
Рейнская область перехода
1. Нижнефранкский
2. Лимбургский
3. Рипуарский
4. Мозельско-франкский (северный)
5. Мозельско-франкский (южный)
6. Рейнско-франкский

| Изоглосса                                                               | Севернее линии   | Южнее линии       |
| Вестфальский                                                            | Вестфальский     | Вестфальский      |
| ----------------------------------------------------------------------- | ---------------- | ----------------- |
| Вестфальская линия                                                      | wir/ihr/sie makt | wir/ihr/sie maken |
| Нижнефранкский (клеверландский, восточнобергский)                       |                  |                   |
| Линия Юрдингена Нижне-/средненемецкая граница                           | ik               | ich               |
| Южнонижнефранкский (лимбургский)                                        |                  |                   |
| Линия Бенрата                                                           | maken            | machen            |
| Рипуарский (кёльнский, боннский, аахенский, эйшвайлерский)              |                  |                   |
| Линия Бад-Хоннефа (граница Северного Рейн — Вестфалии/Рейнланд-Пфальца) | Dorp             | Dorf              |
| Северный мозельско-франкский (люксембургский, зигерландский)            |                  |                   |
| Линцская линия                                                          | tussen, twischen | zwischen          |
| Линия Бад-Хённингена                                                    | op               | of, auf           |
| Южный мозельско-франкский (кобленцский)                                 |                  |                   |
| Боппардская линия                                                       | Korf             | Korb              |
| Линия Санкт-Гоара Линия dat/das                                         | dat              | das               |
| Рейнско-франкский (пфальцский, южногессенский)                          |                  |                   |
| Линия Шпайера/Линия Гермерсгеймера Средне-/южнонемецкая граница         | Appel, Pund      | Apfel, Pfund      |
| Линия Карлсруэ Средне-/южнонемецкая граница (устар.)                    | Euch, Mähe       | Enk, Mähet        |
| Южнонемецкий                                                            |                  |                   |